# Soncino (Rognano)
Soncino è una frazione del comune di Rognano in provincia di Pavia posta a nord ovest del centro abitato, verso l'autostrada Serravalle.

## Storia
Soncino appare nel XII secolo come Socinum. Faceva parte del feudo di Vellezzo Bellini, infeudato ai Bellini di Milano. Nel XVIII secolo viene aggregato a Soncino il comune di Cassina Cavagnate. Nel 1841 fu soppresso dal governo austriaco e unito a Rognano.

## Società

### Evoluzione demografica
- 224 nel 1751
- 245 nel 1805[1]